# Tongo (Sierra Leone)
Tongo, również Pole Tongo, Tongoma – miasto w Sierra Leone, w prowincji Wschodnia, w dystrykcie Kenema. Liczba ludności wynosi około 47 000 mieszkańców. Trzecie co do wielkości miasto kraju.
W okolicach Tongo znajdują się kopalnie diamentów.